# Liste des maires de Tallinn
Cet article dresse une liste des maires de Tallinn en Estonie.
| *  | Mandat                           | Nom                               | Affiliation politique | Notes                                         |
| -- | -------------------------------- | --------------------------------- | --------------------- | --------------------------------------------- |
| 1  | Avril 1786 – Novembre 1796       | Wilhelm Hetling                   |                       | Maire, premier maire de Tallinn               |
|    | Novembre 1796 – Décembre 1877    |                                   |                       | Magistracy of Reval was restored for 81 years |
| 2  | Décembre 1877 – Avril 1878       | Oscar Arthur von Riesemann        |                       | Maire                                         |
| 3  | Avril 1878 – Juin 1883           | Alexander Rudolf Karl von Uexküll |                       | Maire, baron                                  |
| 4  | Juin 1883 – août 1885            | Wilhelm Greiffenhagen             |                       | Maire                                         |
|    | Août – Décembre 1885             | Viktor von Maydell                |                       | Deputy Maire, baron                           |
| 5  | Décembre 1885 – Juillet 1894     | Viktor von Maydell                |                       | Maire                                         |
| 6  | Juillet 1894 – Juillet 1894      | Eduard Ernst Bätke                |                       | Maire adjoint                                 |
| 7  | Avril 1895 – Février 1905        | Karl Johan von Hueck              |                       | Maire                                         |
| 8  | Février – Décembre 1905          | Erast Hiatsintov                  |                       | Maire                                         |
| 9  | Décembre 1905 – May 1906         | Eugen Edmund Eduard Erbe          |                       | Maire adjoint                                 |
| 10 | May 1906 – août 1913             | Voldemar Lender                   |                       | Maire, premier maire estonien                 |
| 11 | Août 1913 – avril 1917           | Jaan Poska                        |                       | Maire                                         |
| 12 | Avril – Septembre 1917           | Gavriil Beljagin                  |                       | Maire adjoint                                 |
| 13 | Septembre 1917 – Mars 1918       | Voldemar Vöölmann                 |                       | Chairman of City Government                   |
| 14 | Mars – 13 novembre 1918          | Erhard Arnold Julius Dehio        |                       | Lord Maire (Oberbürgermeister)                |
|    | Mars – 13 novembre 1918          | Alexander Riesenkampff            |                       | Second Maire                                  |
| 15 | 13–25 novembre 1918              | Aleksander Pallas                 |                       | temporairementMaire adjoint                   |
| 16 | 25 novembre 1918 – mai 1919      | Aleksander Hellat                 |                       | Maire                                         |
| 17 | May – juin 1919                  | Anton Uesson                      |                       | Maire adjoint                                 |
| 18 | Juin – juillet 1919              | Gottlieb Jaan Ast                 |                       | Maire                                         |
| 19 | juillet 1919 – avril 1934        | Anton Uesson                      |                       | Maire                                         |
| 20 | avril 1934 – décembre 1939       | Jaan Soots                        |                       | Maire, à partir du 1er mai 1938 Lord Maire    |
| 21 | décembre 1939 – juillet 1940     | Aleksander Tõnisson               |                       | Lord Maire                                    |
| 22 | juillet 1940 – janvier 1941      | Aleksander Kiidelmaa              |                       | Maire                                         |
| 23 | January – 24 août 1941           | Kristjan Seaver                   | Parti communiste      | Président du Comité exécutif                  |
| 24 | 24–29 août 1941                  | Artur Terras                      |                       | Maire                                         |
|    | 29 août – 6 décembre 1941        | Artur Terras                      |                       | Lord Maire                                    |
|    | 6 décembre 1941 – septembre 1944 | Artur Terras                      |                       | First Maire (Erster Bürgermeister)            |
| 25 | septembre 1944 – février 1945    | Aleksander Kiidelmaa              | Parti communiste      | Président du Comité exécutif                  |
| 26 | février – septembre 1945         | Ado Kurvits                       | Parti communiste      | Président du Comité exécutif                  |
| 27 | septembre 1945 – mars 1961       | Aleksander Hendrikson             | Parti communiste      | Président du Comité exécutif                  |
| 28 | mars 1961 – juin 1971            | Johannes Undusk                   | Parti communiste      | Président du Comité exécutif                  |
| 29 | juin 1971 – juillet 1979         | Ivar Kallion                      | Parti communiste      | Président du Comité exécutif                  |
| 30 | juillet 1979 – décembre 1984     | Albert Norak                      | Parti communiste      | Président du Comité exécutif                  |
| 31 | décembre 1984 – janvier 1990     | Harri Lumi                        | Parti communiste      | Président du Comité exécutif                  |
| 32 | janvier 1990 – avril 1992        | Hardo Aasmäe                      | Front populaire       | Maire                                         |
| 33 | avril 1992 – 31 octobre 1996     | Jaak Tamm                         | Parti de la coalition | Maire                                         |
| 34 | 31 octobre – 14 novembre 1996    | Priit Vilba                       | Parti de la réforme   | Maire                                         |
| 35 | 14 novembre 1996 – mai 1997      | Robert Lepikson                   | Parti de la coalition | Maire                                         |
| 36 | May 1997 – Mars 1999             | Ivi Eenmaa                        | Parti de la coalition | Maire, 1re femme maire                        |
| 37 | Mars – novembre 1999             | Peeter Lepp                       | Parti du centre       | Maire                                         |
| 38 | novembre 1999 – juin 2001        | Jüri Mõis                         | Union de la patrie    | Maire                                         |
| 39 | Juin – décembre 2001             | Tõnis Palts                       | Union de la patrie    | Maire                                         |
| 40 | décembre 2001 – octobre 2004     | Edgar Savisaar                    | Parti du centre       | Maire                                         |
| 41 | octobre 2004 – novembre 2005     | Tõnis Palts                       | Res Publica           | Maire                                         |
| 42 | novembre 2005 – avril 2007       | Jüri Ratas                        | Parti du centre       | Maire                                         |
| 43 | 9 avril 2007 – 30 septembre 2015 | Edgar Savisaar                    | Parti du centre       | Maire                                         |
| 44 | 30 septembre 2015 - 4 avril 2019 | Taavi Aas                         | Parti du centre       | Maire, intérim jusqu'en 2017                  |
| 45 | 11 avril 2019 - en cours         | Mihhail Kõlvart                   | Parti du centre       | Maire                                         |